# Мійосі Йосіцугу
Мійосі Йосіцугу (*三好 義継, 1549 — 10 грудня 1573) — даймьо провінції Каваті у 1564—1573 роках.

## Життєпис
Походив з самурайського роду Соґьо. Син Соґьо Кадзумаса, молодшого брата Мійосі Наґайосі (голови клану Мійосі). Матір'ю була донька Кудзьо Танеміті. Народився у 1549 році. Після генпуку отримав ім'я Сіґемаса.
У 1561 році після смерті батька виховувався стрийком Мійосі Токей. 1563 року після смерті останнього Сіґемаса було всиновлено Токеєм. Тоді ж він стає Мійосі Йосіцугу. У 1564 році слідом за смертю названого батька стає новим очільником клану Мійосі та даймьо провінції Каваті.
У 1565 році союзник Йосіцугу — Мацунага Хісахіде — порадив тому повалити сьогуна Асікаґа Йосітеру, який після смерті Мійосі Токей став виявляти все більше самостійності. Зрештою загони Мійосі та Мацунага оточили Кіото, а потім палац сьогуна, який зрештою загинув.
З 1565 до 1568 року не було сьогуна зовсім. Це було викликано протистоянням і хаосам в провінціях, викликаним боротьбою між частиною клану Мійосі та Мійосі Йосіцугу й Мацунага Хісахіде. Внаслідок бойових дій у 1567 році було знищено храм Тодай в старовинній японській столиці Нара. В цей час він підкорив усі провінції, що межували з столичним округом з Кіото.
Лише у 1568 році новим сьогуном було поставлено Асікаґа Йосіхіде, але фактична влада належала Мійосі. Але в цей час на чолі 60-тисячного війська на Кіото сунув Ода Нобунага. Для протидії цьому Мійосі Йоцунага уклав союз з кланом Роккаку з провінції Омі. Спочатку зазнали поразки Роккаку. Потім у вирішальній битві біля Сакаї (провінція Сеццу) коаліція на чолі із Мійосі Йосіцугу зазнало нищівної поразки від Ода Нобунага. Зрештою Йосіцугу не наважив завадити військам Ода зайняти Кіото й поставити новим сьогуном Асікаґа Йосіакі. Проте Мійосі втратив значну частину володінь.
У 1570 році деякий час боровся проти коаліції родів Адзаї і Асакура, спрямованої проти Ода Нобунага. Того ж року перейшов на бік ворогів Нобунаги, вів бойові дії проти останнього, опинившись у складній ситуації. На допомогу Мійосі прийшов загін з монастиря Ісіяма Хонґандзі числом 3000 осіб з аркебузами, змусивши Ода Нобунага відступити.
У 1571 році відновив боротьбу проти васалів роду Ода з наміром повернути повний контроль над провінцією Каваті, а 1572 року завдав поразки Хатакеяма Акітазі, що володів південною частиною Каваті, але не зміг повністю її захопити. Також вів бойові дії в провінції Сеццу. Мійосі Йосіцугу продовжив боротьбу проти васалів Ода Нобунага до самої смерті у 1573 році, проте не досяг значного успіху. Його справу продовжив син Мійосі Наґамото.